# Castelo de Jimena
O Castelo de Jimena localiza-se no município de Jimena de la Frontera, província de Cádiz, na comunidade autónoma de Andaluzia, na Espanha.

## História
Remonta a uma fortificação muçulmana erguida no século VIII, acredita-se que sobre os restos da antiga cidade de Oba, local que se revestia de importância estratégica à época, não apenas por sua fácil defesa, mas sobretudo por sua posição fronteiriça.
O castelo foi conquistado pelos Jerezanos em 1430, reconquistado pelos granadinos em 1451 e definitivamente integrado à Coroa Espanhola em 1456.
Foram-lhe procedidas ampliação e reparos no século XV.
Encontra-se classificado como Bem de Interesse Cultural, na categoria de Monumento, desde 1931. Actualmente constitui-se no "ex libris" da cidade.

## Características
O conjunto apresenta planta irregular orgânica, alargada. As muralhas são amparadas por torres, entre as quais destaca-se o conjunto da chamada "Torre do Relógio" (uma torre albarrã), e as cisternas de diversas épocas construtivas.
No conjunto destaca-se o antigo Alcázar, muito alterado após a reconquista cristã, dominado pela Torre de Menagem de planta circular, que se eleva a 13 metros de altura e, em cujo interior se oculta uma outra mais antiga, de planta poligonal.